# Debbie Reynolds
Debbie Reynolds, ursprungligen Mary Frances Reynolds, född 1 april 1932 i El Paso i Texas, död 28 december 2016 i Los Angeles, var en amerikansk skådespelare, sångerska och dansare.
Reynolds nominerades till en Golden Globe för mest lovande nykomling för sin gestaltning av Helen Kane i Tre små ord (1950), hennes genombrottsroll och även första huvudroll var den som Kathy Selden i Singin' in the Rain (1952). Fler framgångar kom med filmer som The Affairs of Dobie Gillis (1953), Susan sov hos mej (1954), En pappa för mycket (1956), Ett enkelt bröllop (1956) och Tammy (1957). Debbie Reynolds spelade huvudroller i Så vanns vilda västern (1962) och Colorados vilda dotter (1964), den senare en biografisk musikalfilm om Margaret "Molly" Brown, för vilken hon nominerades till en Oscar för bästa kvinnliga huvudroll. Bland hennes övriga filmer märks Med en sång i mitt hjärta (1966), Skilsmässa på amerikanska (1967), Vad hände med Helen? (1971), Fantastiska Wilbur (1973), Mamma (1996) och Ute eller inte (1997). Åren 1969–1970 hade Reynolds även en egen situationskomedi, The Debbie Reynolds Show.

## Biografi
Debbie Reynolds familj flyttade till Burbank i Kalifornien 1939. År 1948 deltog hon i skönhetstävlingen Miss Burbank. Det gjorde filmbolaget Warner Bros. intresserade och hon fick arbete hos dem. Hennes filmdebut skedde i Junibruden (1948), där hon har en ej krediterad roll. 1950 började Reynolds arbeta för MGM i filmer som Tre små ord (1950) och Det glada hotellet (1950).
Debbie Reynolds fick sitt genombrott i musikalfilmen Singin' in the Rain (1952), där hon spelade den kvinnliga huvudrollen Kathy Selden och dansade med Gene Kelly och Donald O'Connor. Efter det spelade hon i ett flertal musikalfilmer hos MGM, däribland Dansa med mej (1953), Ljuva ungkarlstid (1955) och Tammy (1957). År 1964 hade hon huvudrollen i Colorados vilda dotter, vilket ledde till att hon blev nominerad till en Oscar. Vid den tidpunkten blev musikalfilmer omoderna i Hollywood och hennes karriär stannade av.
Reynolds arbetade även som underhållare och sångerska, framför allt i Las Vegas. Hon samlade i flera år på kostymer och andra saker med koppling till Hollywood eftersom hon ville öppna ett Hollywood-museum. I sin ägo hade hon bland annat de röda skor Judy Garland bar i Trollkarlen från Oz (1939), Marilyn Monroes klänning från Flickan ovanpå och pistoler som John Wayne använt. Museet kunde öppna 1993 men fick därefter stänga. I april 2005 öppnade museet på nytt, då i Pigeon Forge i Tennessee.
Debbie Reynolds var gift tre med sångaren Eddie Fisher åren 1955–1959, med Harry Karl 1960–1973 och med Richard Hamlett 1984–1994. Med Eddie Fisher fick hon barnen Carrie Fisher, som också blev skådespelare, och sonen Todd Fisher.
Reynolds avled den 28 december 2016, en dag efter sin dotters bortgång. Hon var hemma hos sin son Todd för att planera dotterns begravning när hon drabbades av en stroke, och avled senare på sjukhus.

## Filmografi i urval
- 1948 – Junibruden (ej krediterad)
- 1950 – Tre små ord
- 1950 – Det glada hotellet
- 1951 – Mitt hjärtas kung
- 1952 – Singin' in the Rain
- 1953 – Dansa med mej

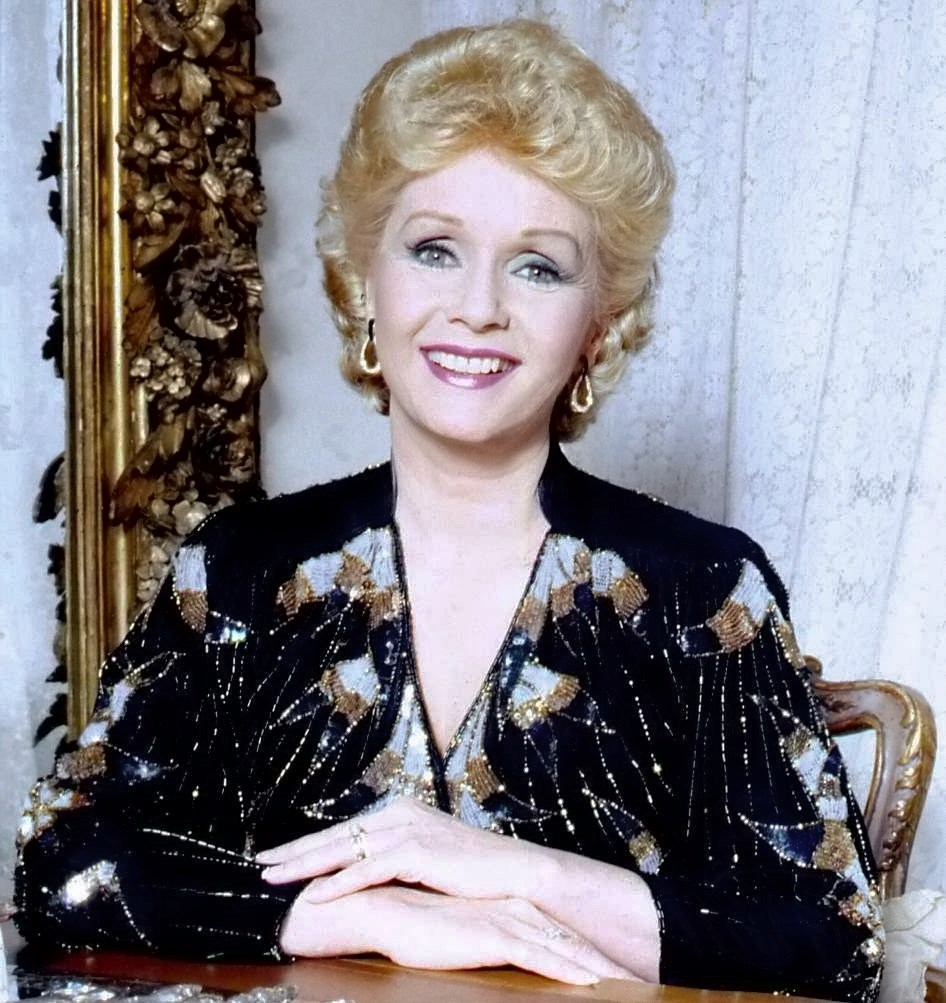
Debbie Reynolds 1987.

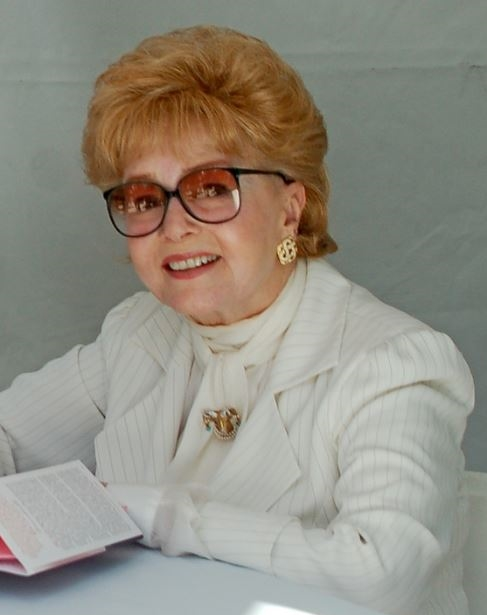
Debbie Reynolds 2013.

- 1953 – The Affairs of Dobie Gillis
- 1954 – Susan sov hos mej
- 1955 – Ljuva ungkarlstid
- 1956 – Viva Las Vegas (ej krediterad)
- 1956 – Ett enkelt bröllop
- 1956 – En pappa för mycket
- 1957 – Tammy
- 1958 – I dag är jag kär
- 1959 – När var tar sin
- 1959 – Här va' de' show
- 1959 – Det började med en kyss
- 1959 – Lusthuset
- 1960 – Rum att hyra
- 1960 – Pepe
- 1961 – Åh, en sån pappa!
- 1961 – Hårda bud i Arizona
- 1962 – Så vanns vilda västern
- 1963 – Raggarungar
- 1963 – Mary, Mary
- 1964 – Colorados vilda dotter
- 1964 – Goodbye Charlie!
- 1966 – Med en sång i mitt hjärta
- 1967 – Skilsmässa på amerikanska
- 1968 – Flickan i turkos bikini
- 1971 – Vad hände med Helen?
- 1973 – Fantastiska Wilbur (röst)
- 1974 – That's Entertainment!
- 1992 – Bodyguard
- 1993 – Himmel och jord
- 1994 – That's Entertainment! III
- 1996 – Mamma
- 1997 – Ute eller inte
- 1998 – Rudolf med röda mulen (röst)
- 2000 – Rugrats i Paris (röst)
- 2012 – Lovligt byte
- 2013 – Mitt liv med Liberace